# Lipová (Přerov)
Lipová é uma comuna checa localizada na região de Olomouc, distrito de Přerov.